# Socket
In software wordt de term socket gebruikt voor een standaard methode waarmee een programma met een ander computerproces communiceert.
Het is de software-analogie van een elektrische stekkerverbinding, die in het Engels "plug and socket" wordt genoemd. De socket is de vrouwelijke connector of contactdoos waar je de stekker insteekt. De term wordt vaak gebruikt voor het maken van een verbinding met het lokale computerproces dat de netwerkcommunicatie beheert.
Een socket is een voorbeeld van een application programming interface, kortweg API genoemd.
Voorbeelden van sockets zijn:
- Een eindpunt van een bidirectionele communicatieverbinding volgens de Berkeley sockets
- Internet socket, een eindpunt in  het Internetprotocol
- Unix domain socket, een eindpunt in lokale inter-process-communicatie
- Socket, een processorsocket